# Primeiro plano quinquenal

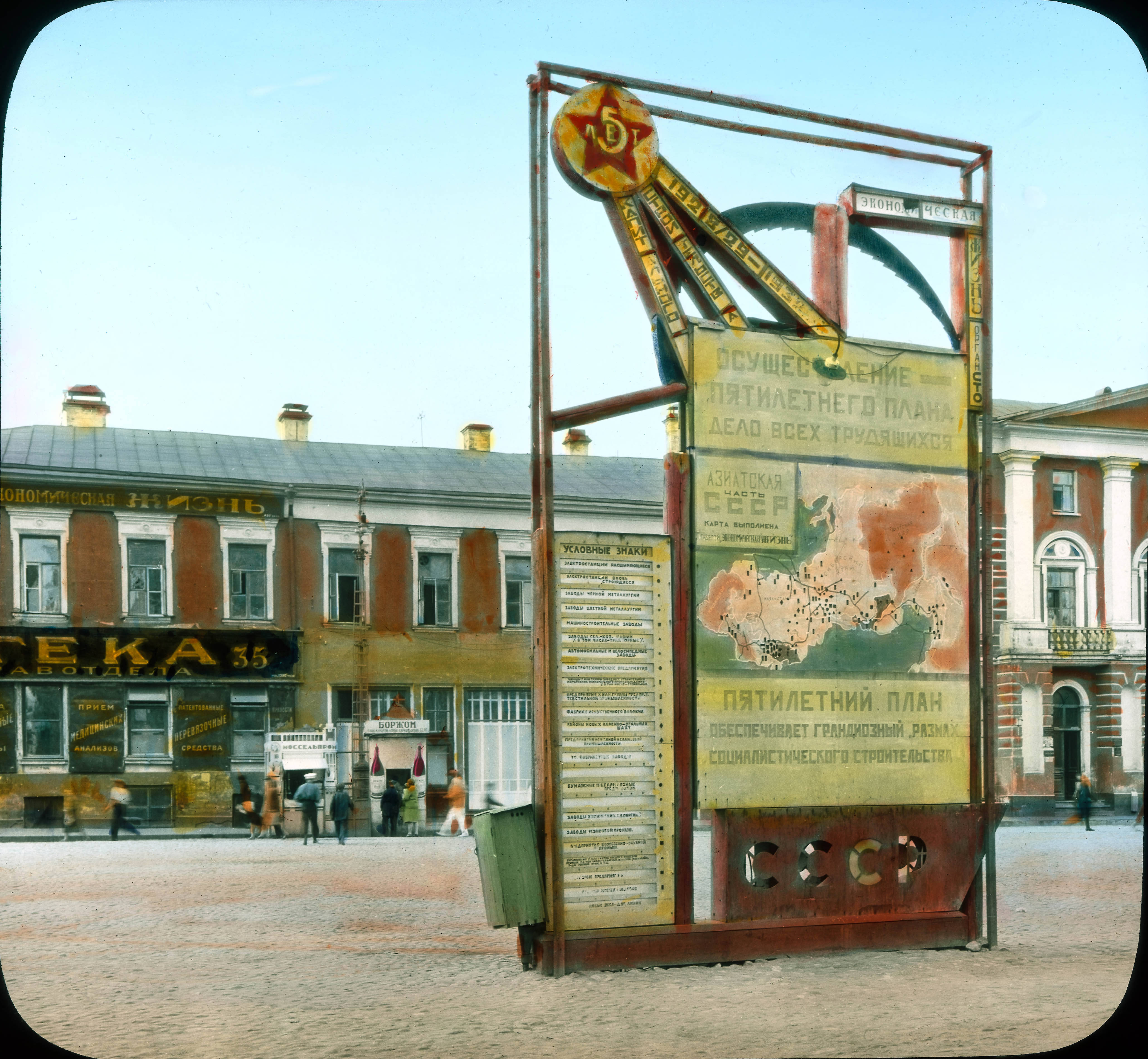
Estande de propaganda dedicado ao primeiro plano quinquenal em Moscou. Foto colorida de 1931 por Branson DeCou.

O primeiro plano quinquenal (em russo:  I пятилетний план, первая пятилетка) da União Soviética foi uma lista de objetivos econômicos, implementados pelo Secretário-Geral do Partido Comunista, Joseph Stalin, com base em sua política de socialismo em um só país. Leon Trotsky entregou um relatório conjunto ao Plenário de abril do Comitê Central em 1926, propondo um programa para a industrialização nacional e a substituição de planos anuais por planos quinquenais. As suas propostas foram rejeitadas pela maioria do Comité Central, que era controlado pela troika e ridicularizado por Stalin na altura. A versão de Stalin do plano quinquenal foi implementada em 1928 e ficou em vigor até 1932.
A União Soviética entrou em uma série de planos quinquenais que começaram em 1928 sob o governo de Joseph Stalin. Stalin lançou o que mais tarde seria chamado de "revolução de cima" para melhorar a política interna da União Soviética. As políticas foram centradas na rápida industrialização e na coletivização da agricultura. Stalin desejava remover e substituir as políticas de economia mista da Nova Política Económica. Alguns estudiosos argumentaram que o programa de industrialização em massa defendido por Leon Trotsky e pela Oposição de Esquerda foi cooptado após o exílio de Trotsky para servir como base do primeiro plano quinquenal de Stalin. Segundo a historiadora Sheila Fitzpatrick, o consenso académico era que Stalin se apropriou da posição da Oposição de Esquerda em questões como a industrialização e a coletivização.
O plano, no geral, era fazer a União Soviética passar de uma economia agrícola fraca e mal organizada para uma potência industrial. A sua visão grandiosa e idealista, imposta pelos vários ministérios de Stalin, levou os planeadores e construtores a ignorarem frequentemente as restrições práticas enquanto trabalhavam para cumprir calendários exigentes, com a possibilidade de enfrentarem consequências severas por não o fazerem.

## Agricultura coletiva e resistência camponesa
Em 1929, Stalin editou o plano para incluir a criação de sistemas agrícolas coletivos kolkhoz que se estendiam por milhares de acres de terra e tinham centenas de milhares de camponeses trabalhando neles. A criação de fazendas coletivas destruiu essencialmente os kulaks como classe (deskulakização). Outra consequência disto é que os camponeses resistiram matando os seus animais de criação em vez de os entregarem ao Estado quando as suas quintas foram colectivizadas. A resistência às políticas de coletivização de Stalin contribuiu para a fome na Ucrânia, Rússia, Cazaquistão, bem como em áreas do Cáucaso do Norte. Estações públicas de máquinas e tratores foram instaladas em toda a URSS, e os camponeses foram autorizados a alugar esses tratores públicos para cultivar a terra, com a intenção de aumentar a produção de alimentos por camponês. Os camponeses tinham permissão para vender qualquer excedente de alimentos da terra. No entanto, os planejadores do governo não levaram em consideração as situações locais. Em 1932, a produção de cereais estava 32% abaixo da média; para agravar este problema, a aquisição de alimentos aumentou 44%. A produção agrícola foi tão interrompida que a fome eclodiu em vários distritos.
Devido à dependência do plano na rápida industrialização, grandes mudanças culturais tiveram que ocorrer simultaneamente. À medida que essa nova estrutura social surgia, conflitos ocorriam entre algumas das maiorias da população. No Turquemenistão, por exemplo, a política soviética de coletivização mudou a sua produção do algodão para produtos alimentares; os colonos russos receberam as melhores terras e os nómadas cazaques e quirguizes foram forçados a estabelecer-se em solos sem potencial agrícola. Tal mudança causou agitação numa comunidade que já existia antes deste ajuste externo e, entre 1928 e 1932, os nómadas e camponeses turcomanos deixaram claro, através de métodos como a resistência passiva, que não concordavam com tais políticas; a área de Kirgiziya também conheceu a oposição da guerrilha.

## Fundamentação do primeiro plano quinquenal
Antes do lançamento do primeiro plano quinquenal soviético, a União Soviética enfrentava ameaças de fontes externas e também passava por uma crise económica e industrial desde a introdução do regime bolchevique.  Um susto de guerra surgiu em 1927 quando vários estados ocidentais, como a Grã-Bretanha, começaram a cortar relações diplomáticas com a União Soviética. Isso criou medo entre os soviéticos de que o Ocidente estivesse se preparando para atacar a União Soviética novamente; durante a Guerra Civil Russa, potências estrangeiras ocuparam partes do território russo. O medo de uma invasão do Ocidente fez com que os soviéticos sentissem a necessidade de uma rápida industrialização para aumentar o potencial bélico soviético e competir com as potências ocidentais. Ao mesmo tempo que o medo da guerra de 1927, a insatisfação crescia entre o campesinato da União Soviética. Esta insatisfação surgiu da fome do início da década de 1920, bem como dos crescentes maus-tratos aos camponeses. Também durante esse período a polícia secreta (OGPU) começou a prender dissidentes políticos na União Soviética.

## Crescimento rápido da indústria pesada
O aspecto central do primeiro plano quinquenal soviético foi a rápida industrialização da União Soviética, de outubro de 1928 a dezembro de 1932, que foi considerada o momento mais crucial para a industrialização russa. O próprio Lenin, antes da sua morte, sabia da importância de construir um estado de transição para o comunismo e foi citado dizendo: "A indústria moderna é a chave para esta transformação, chegou a hora de reconstruir a nossa pátria com as mãos das máquinas". O rápido crescimento foi facilitado a partir de 1928 e continuou a acelerar devido à construção da indústria pesada, que por sua vez elevou os padrões de vida dos camponeses que fugiam do campo. A necessidade dos bolcheviques de rápida industrialização surgiu mais uma vez do medo de uma guerra iminente do Ocidente. Se houvesse uma guerra entre a União Soviética e o Ocidente, os soviéticos estariam lutando contra algumas das nações mais industrializadas do mundo. A rápida industrialização inibiria os medos de ficar desprotegido caso ocorresse uma guerra entre os soviéticos e o Ocidente. Para atender às necessidades de uma possível guerra, os líderes soviéticos estabeleceram cotas irrealistas de produção. Para atender a essas necessidades irrealistas, as instalações tiveram que ser construídas rapidamente para facilitar a produção de materiais antes que os bens pudessem ser produzidos. Durante o período de 1928 a 1932, grandes centros industriais surgiram em áreas que antes eram altamente isoladas. Essas fábricas não serviam apenas para produção de guerra, mas para produzir tratores para atender às necessidades da agricultura mecanizada. A Fábrica de Tratores de Stalingrado foi construída com a ajuda de aliados ocidentais e deveria desempenhar um papel importante na rápida industrialização da Rússia, Bielorrússia e Ucrânia. Essas áreas isoladas incluíam Magnitogorsk, Dnieper e Nizhny Novgorod. Durante esta era da história soviética, a indústria pesada deve ter experimentado um aumento de 350% na produção. As conquistas da União Soviética foram tremendas durante o primeiro plano quinquenal, que resultou num aumento de 50% na produção industrial. Para alcançar esse enorme crescimento econômico, a União Soviética teve que redirecionar recursos essenciais para atender às necessidades da indústria pesada. 80% do investimento total do primeiro plano quinquenal foi concentrado principalmente no setor industrial, prejudicando os bens básicos, como os alimentos, tornaram-se escassos. A União Soviética decidiu então que os trabalhadores necessários para uma maior industrialização deveriam receber a maior parte dos alimentos disponíveis. Dessa rápida industrialização surgiu uma nova classe trabalhadora na União Soviética. Esta nova sociedade seria uma classe trabalhadora industrial, que poderia ser considerada grande parte da população com o propósito de se tornar uma indústria tecnologicamente avançada. Durante este período, a força de trabalho industrial aumentou de 3,12 milhões em 1928 para 6,01 milhões no final do plano em 1932.
A União Soviética promoveu o trabalho de choque durante o período do Primeiro Plano Quinquenal, num esforço para aumentar a produtividade através do esforço humano na ausência de maquinaria mais desenvolvida. (p57)

## Coletivização agrícola

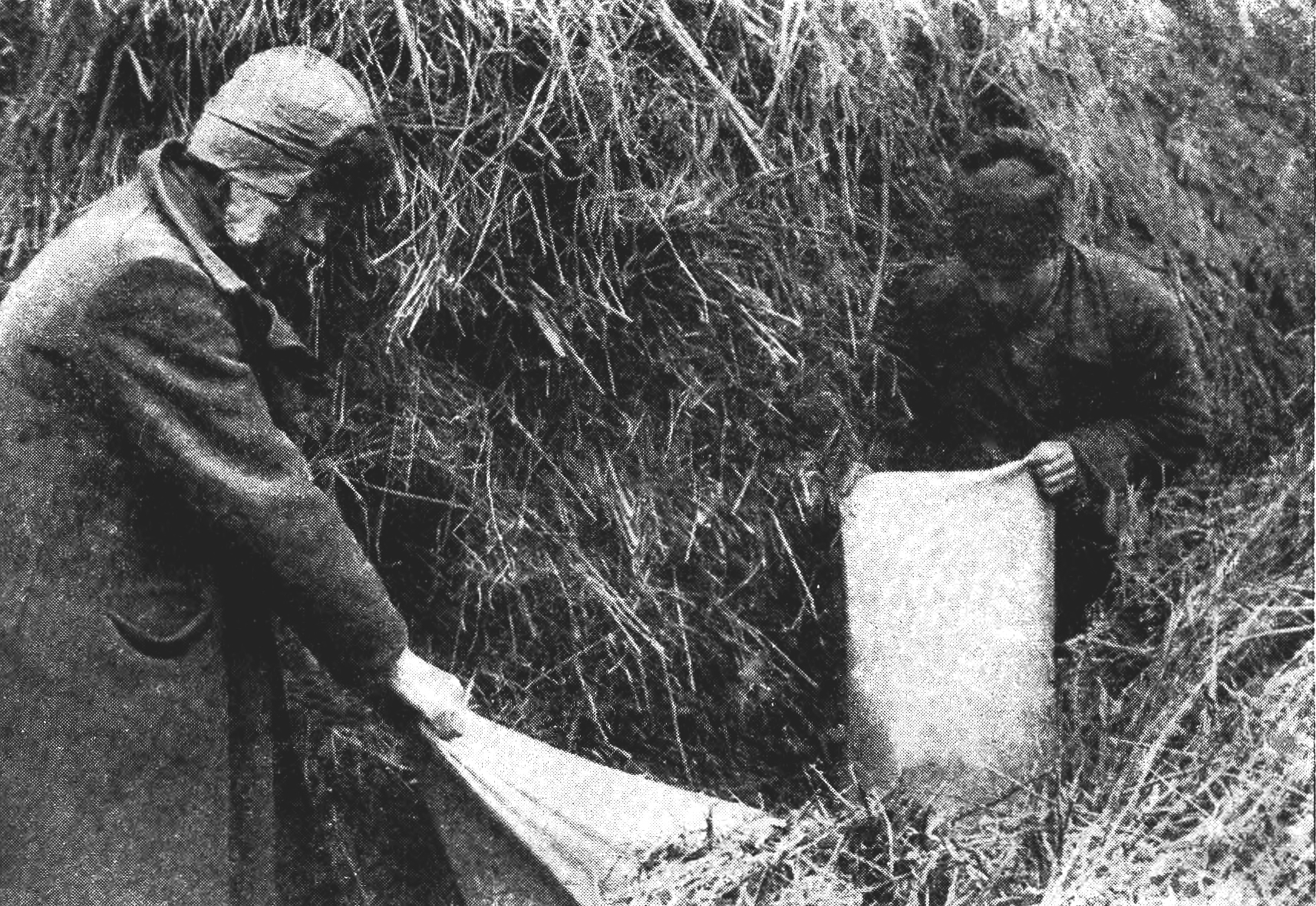
A requisição de grãos de camponeses ricos (kulaks) durante a coletivização forçada no distrito de Timashyovsky, na União Soviética de Kuban. 1933

A coletivização agrícola, na Rússia, teve suas origens sob Lenin durante a Nova Política Econômica. Uma das razões para a coletivização da agricultura soviética foi aumentar o número de trabalhadores industriais para as novas fábricas. Os responsáveis soviéticos também acreditavam que a coletivização aumentaria o rendimento das colheitas e ajudaria a financiar outros programas. Os soviéticos promulgaram um decreto fundiário em 1917 que eliminou a propriedade privada da terra. Vladimir Lenin tentou estabelecer a retirada de grãos dos camponeses mais ricos após o fracasso inicial das fazendas estatais, mas também não teve sucesso.
A Nova Política Econômica (NEP) foi baseada mais no capitalismo e não no socialismo, que era a direção que o governo queria seguir. Em 1928, com a rápida industrialização e a urbanização em massa que se seguiu, o consumo também aumentaria rapidamente. Com a necessidade de alimentar os moradores urbanos, o FYP aumentou a coletivização, levando ao seu reconhecimento ser amplamente associado a Stalin. A partir de 1929, sob o FYP, a coletivização em massa consistiu em atribuir às quintas comunitárias uma quantidade de produção agrícola com coacção governamental. As aldeias tinham de concordar com a coletivização: alguns planeadores da coletivização realizavam reuniões intermináveis que não terminavam até as aldeias aderirem; outra táctica consistia na intimidação e na coerção. A coletivização agrícola em massa foi amplamente apoiada pelo campesinato médio e pobre Uma vez que a própria classe camponesa estava dividida em três grupos: kulaks, ricos; serednyak, médios; bednyak, pobres. As classes média e baixa apoiaram a coletivização, porque ela tomava terras privadas de kulaks individuais e as distribuía entre as aldeias dos serednyaks e bednyaks. Os kulaks não apoiavam a coletivização em massa, pois suas terras e seus animais estavam sendo tirados deles. No final de 1929, os sovietes afirmaram-se na formação de uma agricultura camponesa colectivizada, mas os “kulaks” tiveram de ser “liquidados como classe”, devido à sua resistência aos preços agrícolas fixos. Como consequência disso, o comportamento do grupo tornou-se descontrolado e maníaco quando o grupo começou a requisitar alimentos do campo. Os kulaks foram executados, exilados ou deportados, com base no seu nível de resistência à coletivização. Os kulaks que eram considerados “contra-revolucionários” eram executados ou exilados, aqueles que se opunham à coletivização eram deportados para regiões remotas e os restantes eram reassentados em terras não aráveis na mesma região. Nos anos seguintes à coletivização agrícola, as reformas iriam perturbar o fornecimento alimentar soviético. Por sua vez, esta perturbação acabaria por conduzir a fomes durante os muitos anos seguintes ao primeiro plano quinquenal, com 6 a 7 milhões de pessoas morreram de fome em 1933.
Embora Stalin tenha relatado em 1930 que a coletivização estava a ajudar o país, esta foi a era do exagero. A coletivização foi mal planeada; a falta de instruções e as quotas irrealistas eram a realidade. Na ausência de uma base, a coletivização levou à fome cazaque de 1931-1933, numa região que tinha sido uma grande produtora de cereais. Os agricultores do Cazaquistão rejeitaram a coletivização e protestaram, enquanto Stalin aumentou as cotas, o que significa que os camponeses não seriam capazes de comer e os destruiriam psicologicamente. Aqueles que não entregavam seus grãos eram considerados infratores da lei soviética, o que causava fome. As taxas de mortalidade são estimadas entre 6 e 7 milhões. A segunda esposa de Stalin, Nadezhda Alliluyeva, cometeu suicídio devido às atrocidades da coletivização, particularmente a fome.

## Trabalho de prisioneiros

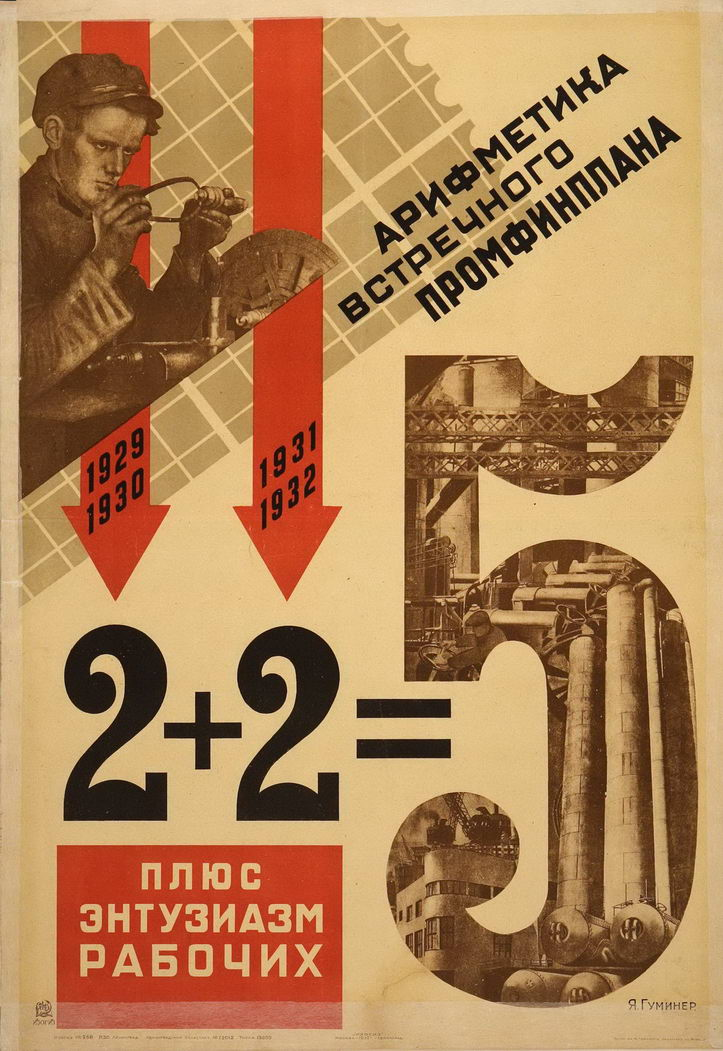
Cartaz de propaganda de 1931 com os dizeres: "A aritmética de um contraplano industrial-financeiro: 2 + 2 + Entusiasmo dos trabalhadores = 5 "

Para atingir as metas do primeiro plano quinquenal, a União Soviética começou a usar o trabalho de sua crescente população prisional. Inicialmente, os líderes soviéticos procuraram diminuir o número de prisioneiros na União Soviética para que esses recursos pudessem ser redirecionados para o plano quinquenal. Esta legislação levou à libertação de muitos prisioneiros perigosos para campos de trabalho.
No entanto, no início do plano, os líderes comunistas perceberam a necessidade e o benefício do trabalho dos prisioneiros para completar o plano de cinco anos. Nessa época, os líderes soviéticos tentaram orquestrar um aumento da população prisional. O povo da União Soviética começou a ser condenado a trabalhos forçados, mesmo quando cometiam pequenos delitos ou não cometiam qualquer crime. Muitos dos prisioneiros utilizados para trabalho eram camponeses que tinham resistido à doutrinação. Eventualmente, as nações ocidentais, como os Estados Unidos, começaram a boicotar os bens produzidos por esta forma de trabalho.

## Sucessos do primeiro plano quinquenal
Embora muitas das metas estabelecidas pelo plano não tenham sido totalmente cumpridas, houve vários setores econômicos que ainda viram grandes aumentos em sua produção. Áreas como bens de capital aumentaram 158%, bens de consumo aumentaram 87% e a produção industrial total aumentou 118%. Além disso, apesar das dificuldades que a agricultura enfrentou ao longo do plano, os soviéticos recrutaram mais de 70.000 voluntários das cidades para ajudar a coletivizar e trabalhar nas zonas rurais.
O maior sucesso do primeiro plano quinquenal, contudo, foi o início da jornada da União Soviética para se tornar uma superpotência económica e industrial. Stalin declarou o plano um sucesso no início de 1933, observando a criação de várias indústrias pesadas onde nenhuma existia, e que o plano foi cumprido em quatro anos e três meses em vez de cinco anos. O plano também foi elogiado por alguns membros da mídia ocidental e, embora muitas de suas reportagens tenham sido contestadas posteriormente, o repórter do New York Times Walter Duranty recebeu o Prêmio Pulitzer de Correspondência de 1932 por sua cobertura do primeiro plano quinquenal.

## Falhas do primeiro plano quinquenal
O primeiro plano previa cotas irrealistas para a industrialização que, na realidade, não seriam cumpridas nas próximas décadas. O grande impulso para a industrialização fez com que as cotas fossem constantemente revisadas e ajustadas. As quotas que previam atingir 235,9% da produção e um aumento de 110% da mão-de-obra eram irrealistas no prazo que lhes foi atribuído. Os objetivos dos planos não foram definidos e os que foram, foram constantemente alterados. Cada vez que uma quota era atingida, era revista e aumentada. Os sindicatos foram fechados, o que significava que os trabalhadores já não tinham autorização para fazer greve e não estavam protegidos de serem despedidos ou dispensados do trabalho por razões como atrasos ou faltas.

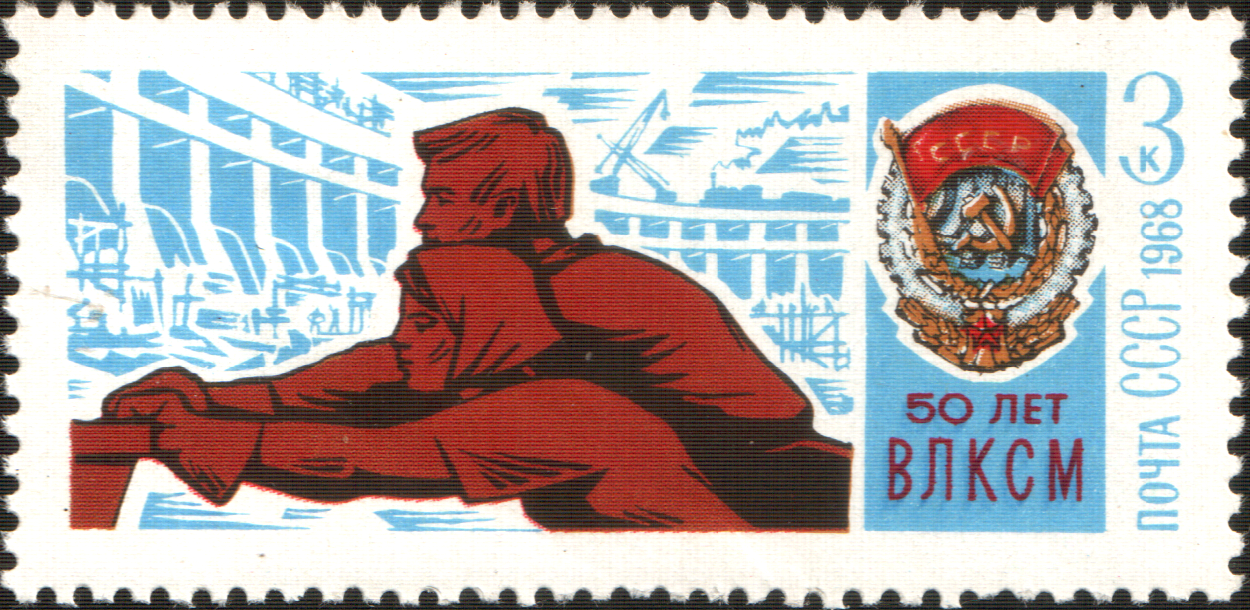
O selo comemorativo do Primeiro Plano Quinquenal retrata um homem e uma mulher trabalhando juntos em um ambiente industrial

Em segundo lugar, muitos historiadores ocidentais apontam a coletivização como uma causa da fome em larga escala na União Soviética entre 1932 e 1933, na qual 3,3 a 7,5 milhões morreram. Essas fomes estavam entre as piores da história e criaram cicatrizes que marcariam a União Soviética por muitos anos e incitariam um profundo ódio aos russos por parte de ucranianos, tártaros e muitos outros grupos étnicos. Essa fome levou muitos russos a se mudarem para encontrar comida, empregos e abrigo fora de suas pequenas vilas, o que fez com que muitas cidades ficassem superpovoadas. A sua dieta consistia em pão, mas houve uma diminuição significativa na quantidade de carne e laticínios que recebiam, quando recebiam. Além dos três a quatro milhões de pessoas que morreram de fome ou mesmo de frio devido à espera na fila por rações, as pessoas não queriam ou não conseguiam ter filhos, o que ajudou na diminuição da população. Hitler alegou que o suposto desrespeito à vida humana pelos russos em relação aos não-russos era uma das razões para conduzir a Operação Barbarossa e obter vitórias iniciais sobre os russos.
Em sua obra Revolução Traída, Trotsky argumentou que o autoritarismo excessivo de Stalin havia prejudicado a implementação do Primeiro Plano Quinquenal. Ele observou que vários engenheiros e economistas que criaram o plano foram posteriormente levados a julgamento como "destruidores conscientes que agiram sob instruções de uma potência estrangeira".

## Legado

### Nas cidades
Várias ruas e praças nas principais cidades russas receberam o nome do plano, incluindo a Rua do Primeiro Plano Quinquenal em Chelyabinsk e Volgogrado, e a Praça do Primeiro Plano Quinquenal em Ecaterimburgo. O Primeiro Plano Quinquenal viu as cidades soviéticas aumentarem drasticamente em população. Pelo menos 23 milhões de camponeses soviéticos mudaram-se para as cidades, com a população de Moscou aumentando em quase 60%. Uma grande parte da urbanização da União Soviética deveu-se à deportação de camponeses das aldeias. De 1929 a 1931, 1,4 milhões de camponeses foram deportados para as cidades.

### Cultural
O Plano Quinquenal viu a transformação acelerada das relações sociais, da natureza e da economia soviéticas. Os maiores apoiadores do plano o viam como um meio de mudar a União Soviética econômica e socialmente.
Os Planos Quinquenais também testemunharam uma mudança cultural no declínio da população Kulak na União Soviética. Os membros dos bandidos da Agitprop tentaram usar o impulso em direção à industrialização para isolar os camponeses da religião e da população Kulak, anteriormente influente, com apresentações nas quais consideravam que os problemas enfrentados pelas populações camponesas eram falhas dos Kulaks. De 1929 a 1931, 3,5 milhões de kulaks foram desapropriados pela União Soviética e não tiveram outra escolha senão a realocação para as cidades.

### Investimento estatal
Como resultado do Primeiro Plano Quinquenal, o volume de investimento estatal aumentou de 15% em 1928 para 44% em 1932 devido ao crescimento da indústria. O Primeiro Plano Quinquenal resultou no fácil acesso a alimentos básicos, como pão, batatas e repolho, em toda a União Soviética. No entanto, as quedas severas na agricultura resultaram em fome e inflação, à medida que a produção agrícola e o número de animais em geral diminuíram.

### Militares
Os relatórios soviéticos anteriores ao Plano Quinquenal concluíram que grande parte das capacidades de produção militar na União Soviética residiam nas províncias ocidentais ameaçadas pela guerra e, nomeadamente, na cidade de Leningrado. Em 1931, foram elaborados planos de evacuação para instalações de produção militar em territórios soviéticos mais profundos

### Indústria cinematográfica
Entre 1929 e 1936, a União Soviética deixou de produzir apenas filmes mudos e passou a produzir apenas filmes sonoros. Durante este período, o governo soviético assinou acordos com empresas americanas, francesas e alemãs para desenvolver tecnologia de som para o cinema soviético.